# (2774) Tenojoki
(2774) Tenojoki es un asteroide que forma parte del cinturón de asteroides y fue descubierto el 3 de octubre de 1942 por Liisi Oterma desde el Observatorio de Iso-Heikkilä, en Turku, Finlandia.

## Designación y nombre
Tenojoki se designó al principio como 1942 TJ.
Más tarde, en 1983, recibió el nombre finés del río Tana, frontera entre Noruega y Finlandia.

## Características orbitales
Tenojoki está situado a una distancia media del Sol de 3,184 ua, pudiendo acercarse hasta 2,733 ua y alejarse hasta 3,635 ua. Su inclinación orbital es 8,528 grados y la excentricidad 0,1418. Emplea 2075 días en completar una órbita alrededor del Sol.

## Características físicas
La magnitud absoluta de Tenojoki es 11,2. Tiene 35,6 km de diámetro y un periodo de rotación de 11,2 horas. Se estima su albedo en 0,0506.